# Palnik Arganda

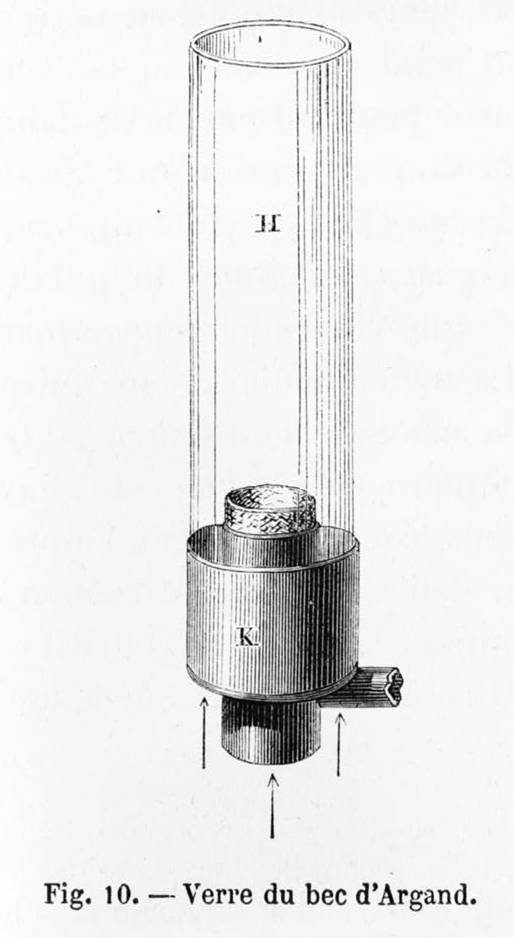
Palnik Arganda

Arganda palnik – palnik pierwotnie skonstruowany do lamp olejnych, po niewielkich przeróbkach stosowany także w lampach naftowych i lampach gazowych.
Skonstruowany został przez Amiego Arganda w latach 1782–1784 w wyniku poszukiwań możliwości poprawy świecenia lamp olejnych.
Zbudowany jest z płaskiego knota, który Argand zwinął w rurkę doprowadzając do niej powietrze od dołu. Doprowadzenie powietrza do wnętrza rurkowego knota i opuszczenie szkiełka na palnik zwiększyło prawie sześciokrotnie jasność świecenia lamp olejnych.